# Paraona interjecta
Paraona interjecta là một loài bướm đêm thuộc phân họ Arctiinae, họ Erebidae.